# Piekło Górne
Piekło Górne (kaszb. Piékło) – wieś w Polsce położona w województwie pomorskim, w powiecie gdańskim, w gminie Przywidz. Wieś jest siedzibą sołectwa Piekło Górne w którego skład wchodzi również Piekło Dolne
W latach 1975–1998 miejscowość administracyjnie należała do województwa gdańskiego.